# Шаров, Иван Александрович (учёный)
Ива́н Алекса́ндрович Шаров (28 августа 1888, станция Гряды — 22 мая 1970, Москва) — советский учёный, доктор сельскохозяйственных наук (1936), профессор (1929), академик ВАСХНИЛ (1948). Заслуженный деятель науки и техники Туркменской ССР (1942), награждён орденом Ленина (1968), 2 орденами Трудового Красного Знамени (1949, 1950), орденом «Знак Почёта» (1965), медалями.

## Биография
Родился на ст. Гряды (ныне Октябрьской железной дороги). Окончил Московский сельскохозяйственный институт (1914). Работал заведующим гидрометрическим районом в г. Мерве Закаспийской области (1914).
Принял участие в первой мировой войне (1915—1917).
После демобилизации стал начальником изыскательско-строительной партии Наркомзема РСФСР (1918—1919), служил в железнодорожных войсках Красной Армии (1919—1920).
Переехал в Казахстан, был начальником Тургайской изыскательской экспедиции в г. Кустанае (1920—1923), замначальника Управления водного хозяйства Туркменской республики (1924—1928), после — старший инженер Ташкентского НИИ водного хозяйства (1928—1929). Заместитель начальника Рисовой экспедиции в Семиречье (1929—1930). Заведующий проектным бюро Рисового треста (1930—1932).
В 1932 переехал в Москву, получил должность заведующего кафедрой эксплуатации гидромелиоративных систем (1932—1970) Московского гидромелиоративного института (МГМИ). Учёный специалист и руководитель сектора (1932—1938) ВНИИ гидротехники и мелиорации (ВНИИГиМ). Заместитель директора по научной части Среднеазиатского НИИ ирригации (1937—1938). Заместитель директора (1938—1939), руководитель кабинета орошения и эксплуатации (1940—1943) ВНИИГиМ. Заведующий кафедрой эксплуатации гидромелиоративных систем (1943—1966), профессор-консультант (1966—1970) МГМИ.
Является создателем научного направления — эксплуатации гидромелиоративных систем. Внёс вклад в разработку поливных режимов и создание новой техники орошения. Под его руководством построены сотни гидротехнических сооружений и каналов.
Заслуженный деятель науки и техники Туркменской ССР (1942). Награждён орденом Ленина (1968), 2 орденами Трудового Красного Знамени (1949, 1950), орденом «Знак Почёта» (1965), 4 медалями СССР, 2 Большими золотыми медалями ВСХВ, почётными грамотами Президиумов Верховных Советов Туркменской и Таджикской ССР. Опубликовано около 150 научных трудов. Имеет 3 авторских свидетельства на изобретения.
Умер в 1970 году. Похоронен на Ваганьковском кладбище (4 уч.).